# Виртуальный мир
Виртуа́льный мир —  искусственно созданная среда, построенная при помощи компьютерных технологий.
Виртуальные миры предназначены для времяпровождения пользователей, и в сегодняшнем их виде в большей степени являются синонимом интерактивной виртуальной 3D-среды, по большей части представленной в виде многопользовательских онлайн-игр, а также отдельных веб-сайтов, где пользователи проявляют себя посредством использования своего имени, никнейма, фотографии или же аватара, — своего графического или текстового (видимого другим пользователям виртуального мира) представления. Аватары обычно изображены или описаны текстом, с помощью двух- или трёхмерной графики; возможны и другие формы, например способные передавать тактильные и звуковые ощущения, а также запахи. Большинство виртуальных миров являются многопользовательскими, однако существуют однопользовательские игры, которые содержат виртуальные миры и населены неигровыми персонажами.
Пользователь получает доступ к компьютерному моделируемому миру, откуда пользователю передаются перцептивные стимулы, и он, в свою очередь, может манипулировать элементами моделируемого мира и таким образом испытывать определённую степень погружения. Такие смоделированные миры и их законы могут быть взяты из реальности или фантазийных миров. Примеры законов: гравитация, топография, локомоция, действия в реальном времени и общение. Коммуникация между пользователями может варьироваться от текста, графических значков, визуальных жестов, звука и редко форм, использующих сенсорные и голосовые команды.
Массовые многопользовательские онлайн-игры (MMORPG) отображают широкий спектр миров, включая те, которые основаны на научной фантастике, реальном мире, супергероях, спорте, ужасах и исторических событиях. Наиболее распространённой формой таких игр являются фантастические миры, тогда как те, которые основаны на реальном мире, относительно редки. Большинство MMORPG включают в себя действия и коммуникацию в реальном времени. Игроки создают персонажа, который путешествует между зданиями, городами и мирами для осуществления деловых или развлекательных мероприятий. Связь между игроками может быть текстовой и голосовой. Используемая форма общения может существенно повлиять на опыт игроков в игре.
Виртуальные миры не ограничиваются играми, но, в зависимости от степени непосредственности представления, могут включать в себя компьютерные конференции и текстовые чаты. Чтобы показать чувства или выражение лица собеседникам, используются смайлики, которые часто являются сочетанием символов. Экономист Эдвард Кастронова утверждал, что "синтетические миры" — лучший термин для обозначения подобных киберпространств, но он так и не был применён.

## История
Понятие виртуальных миров появилось значительно раньше современных компьютеров. В 1957 году кинематографист Мортон Хейлиг изобрёл Сенсораму — устройство, предназначенное для стимулирования чувств зрителей: зрения, звука, равновесия, обоняния, и даже осязания (через ветер) — и, таким образом, создающее эффект полного погружения в театральную постановку. Среди самых ранних виртуальных миров, реализованных компьютерами, были симуляторы виртуальной реальности, такие, как изобретение Айвена Сазерленда. Такие устройства состояли из громоздких гарнитур и других устройств сенсорного ввода. Современные виртуальные миры, в частности многопользовательские онлайн-среды возникали в основном под воздействием развития игровой индустрии, независимо от вышеперечисленных исследований. В то время как классическая сенсорная имитация виртуальной реальности опирается на обман системы восприятия человека для погружения в виртуальные среды, виртуальные миры обычно полагаются на умственно и эмоционально привлекательное содержание, которое порождает иммерсивный опыт.
Maze War, разработанная в 1974 году, стала первой сетевой многопользовательской игрой. В ней впервые были введены онлайн-игроки как "аватары в виде глазного яблока, преследующие друг друга в лабиринте". Игра появилась в ARPANET — агентской сети передовых исследовательских проектов, предшественнике Интернета, финансируемом Министерством обороны Соединённых Штатов для использования в университетах и исследовательских лабораториях. Первоначально в неё можно было играть только на Imlac, так как она была специально разработана для данного компьютера. Первыми виртуальными мирами, представленными в Интернете, были сообщества и чаты, называемые MUDs и MUSHes. Первая версия, известная как MUD 1, была выпущена в 1978 году. Аббревиатура первоначально обозначала многопользовательское подземелье, но позже также стала означать многопользовательское измерение и многопользовательский домен. MUD — это виртуальный мир, в котором множество игроков взаимодействуют в реальном времени. Ранние версии были текстовыми, предлагали только ограниченное графическое представление и часто использовали интерфейс командной строки. Пользователи взаимодействовали в ролевых или соревновательных играх, набирая команды, и могли читать описание игровой реальности и других игроков. Такие ранние миры положили начало наследию MUD, которое в конечном итоге привело к массовым многопользовательским онлайн-ролевым играм, более известным как MMORPG, жанру ролевых игр, в которых большое количество игроков взаимодействует в виртуальном мире.
Некоторые прототипы виртуальных миров были двухмерными чат-средами, в которых пользователи создавали свои собственные аватары; интерактивными сообществами с виртуальным миром от CompuServe; образовательными сетями и проектом компьютерной графики для детей (Cityspace); и двухмерным виртуальным миром (The Palace), управляемым сообществом. Первый виртуальный онлайн-мир появился в игре Habitat, разработанной в 1987 году компанией LucasFilm Games для компьютера Commodore 64 и работающей через провайдер Quantum Link(предшественник America Online).
В 1996 году город Хельсинки совместно с Хельсинкской телефонной компанией (начиная с Elisa Group) запустил так называемое первое виртуальное 3D-изображение в интернете, предназначенное для отображения всего города. Проект Virtual Helsinki был в конечном итоге переименован в проект Helsinki Arena 2000, и части города в современном и историческом контексте были визуализированы в 3D.
В 1999 году был запущен Whyville.net, первый виртуальный мир, предназначенный специально для детей, с базой игрового обучения и одной из самых ранних экономик, основанных на виртуальной валюте. Вскоре после этого, в 2000 году, была выпущена онлайн-игра Habbo, представляющая собой изометрический отель с возможностью создавать комнаты, которая вскоре стала одним из самых популярных виртуальных миров с миллионами пользователей по всему миру.

## Концепции виртуального мира
Понятию "виртуальный мир" были даны различные определения:
- "Синхронная, постоянная сеть людей, представленных в виде аватаров, облегчённая сетевыми компьютерами" Марком У. Беллом в 2008 году[4].
- "Автоматизированная, общая, постоянная среда, с которой и через которую люди могут взаимодействовать в реальном времени с помощью виртуального я" Ричардом Бартлом в 2010 году[15].
- "Устойчивая, имитируемая и иммерсивная среда, облегчённая сетевыми компьютерами, предоставляющими нескольким пользователям аватары и коммуникационные инструменты, с помощью которых они могут действовать и взаимодействовать в реальном времени и в реальном мире" Кариной Гирван в 2013 году[16].

Общепринятого определения виртуального мира не существует, но все они предполагают, что мир должен быть устойчивым; другими словами, мир должен продолжать существовать даже после того, как пользователь покидает мир, и внесённые пользователем изменения в мир должны быть сохранены. Поскольку взаимодействие с другими участниками осуществляется в режиме реального времени, временная согласованность не всегда поддерживается онлайн в виртуальных мирах. Например, время в игре EverQuest течёт быстрее, чем в реальном мире, несмотря на использование одних и тех же календарных и временных единиц для представления игрового времени. Поскольку виртуальный мир — это общий термин, виртуальная среда поддерживает различные уровни и виды игры, такие как:
- Массовые многопользовательские онлайн-игры (MMOGs) — игры, в которых большое количество игроков взаимодействует в виртуальном мире. Концепция ММО распространилась и на другие виды игр, такие как спорт, стратегия в реальном времени и другие. Критерий персистентности — единственный, который разделяет виртуальные миры и видеоигры. Однако, некоторые ММО-версии игр RTS и FPS напоминают виртуальные миры, например Destiny — видеоигра, которая является таким псевдовиртуальным миром. Новые концепции включают в себя игровую местность, основанную на реальных спутниковых фотографиях, таких как те, которые доступны через API Google Maps или через простой виртуальный геокэшинг "пасхальных яиц" на Викимапии или аналогичных ресурсах, поддерживающих эту функцию. Эти концепции представляют собой виртуальные миры, использующие смешанную реальность.
- Коллаборативные виртуальные среды (CVEs), предназначенные для совместной работы в виртуальной среде.
- Массовые многопользовательские онлайн-игры в реальном времени (MMORLGs), также называемые виртуальными социальными мирами[17], где пользователь может редактировать и изменять свой аватар по своему желанию, позволяя ему играть более динамичную роль или несколько ролей.

Функции виртуальных миров не ограничиваются лишь развлечениями, всё большую популярность набирают так называемые виртуальные бизнес-миры. Это платформы на базе трёхмерного пространства, пользователями которых выступают компании, желающие построить онлайн-офис для более эффективного ведения бизнеса.
Пользователи или резиденты виртуальных бизнес-миров способны не только играть друг с другом, но и создавать, а также продавать товары или услуги.
Сегодня всё больше людей работают вне привычных офисов, не подчиняются упорядоченному графику и практически не общаются со своими коллегами. Поэтому в условиях, когда сотрудники разбросаны, для создания команды, установления тесных рабочих связей, поддержания общей корпоративной культуры виртуальная бизнес-реальность может оказаться очень полезной.
В настоящее время существует множество платформ, на базе которых компании могут построить свой онлайн-офис, и как в реальном мире использовать его.

## Экономика
Действия игроков определяют экономические условия виртуального мира, в то время как создатели в значительной степени контролируют экономику с помощью закодированной механики торговли. Экономика возникает в результате выбора, который игроки делают в условиях дефицита реальных и виртуальных ресурсов, таких как время или валюта. Участники имеют ограниченное время в виртуальном мире, как и в реальном мире, которое они должны разделить между такими задачами, как сбор ресурсов, отработка торговых навыков или участие в менее продуктивной игре. Выбор, который они делают в своём взаимодействии с виртуальным миром, наряду с механикой торговли и приобретения богатства, диктует относительную стоимость предметов в экономике. Экономика виртуальных миров, как правило, управляется внутриигровыми потребностями, такими как оборудование, продукты питания или торговые товары. Однако виртуальные экономики, подобные экономике Second Life, почти полностью создаются игроками и почти не связаны с потребностями в игре. Хотя влияние реальной экономики на экономику виртуального мира сомнительно, пользователи виртуальных миров реагируют на экономические стимулы (такие как закон спроса и предложения) так же, как люди в физическом мире. Часто наблюдается взаимосвязь между событиями в экономике физического мира и виртуального мира, такими как решение военнопленных во Второй мировой войне принять сигареты в качестве валюты и принятие камней в качестве валюты в Diablo II.
Ценность объектов в виртуальной экономике обычно связана с их полезностью и сложностью их получения. Инвестирование реальных мировых ресурсов (время, членские взносы и т. д.) в приобретении богатства в виртуальной экономике может создавать реальную стоимость виртуальных объектов. Эта реальная ценность становится очевидной благодаря торговле виртуальными предметами на онлайн площадках, таких как eBay, IGE, за реальные деньги. Некоторые судебные споры даже признали ценность виртуальной собственности, отменяя обязательное лицензионное соглашение, которое многие компании-разработчики программного обеспечения используют для установления того факта, что виртуальная собственность не имеет ценности и/или что пользователи виртуального мира не имеют юридических прав на собственность в нём.
В наше время за виртуальными мирами растёт вторичная индустрия, состоящая из социальных сетей, веб-сайтов и других проектов, полностью посвящённых сообществам виртуальных миров и геймерам. Специальные веб-сайты, такие как GamerDNA, Koinup и другие, которые служат социальными сетями для пользователей виртуальных миров, сталкиваются с такими важными проблемами, как переносимость данных аватаров во многих виртуальных мирах и MMORPG.
Виртуальные миры предлагают рекламодателям потенциал для виртуальной рекламы, такой как внутриигровая реклама, встречающаяся во многих видеоиграх.

## География
География виртуальных миров может варьироваться в широких пределах, поскольку роль географии и пространства является важным компонентом дизайна, над которым разработчики виртуальных миров имеют контроль и могут изменить его. Виртуальные миры — это, по крайней мере внешне, цифровые экземпляры трёхмерного пространства. В результате рассуждения о географии в виртуальных мирах (таких как World of Warcraft) часто вращаются вокруг “пространственных повествований”, в которых игроки следуют пути героя по сюжетным линиям. Создание фантастических мест также является повторяющейся темой в географическом исследовании виртуальных миров, хотя, возможно, некоторые пользователи виртуальных миров часто игнорируют детали фантастических мест мира, чтобы сделать себя более эффективными в выполнении основных задач в игре, таких, как убийство монстров. Однако, географический компонент некоторых миров может быть только географической оболочкой поверх непространственной структуры ядра. Например, географические ограничения, наложенные разработчиками на пользователей, когда они ищут предметы, могут быть сняты, когда они продают предметы в географически неограниченном аукционном доме. Таким образом, виртуальные миры могут дать представление о том, как будет выглядеть будущая экономическая география физического мира, когда всё больше и больше товаров станут цифровыми.

## Исследования
Виртуальные пространства могут служить различным исследовательским и образовательным целям и могут быть полезны для изучения человеческого поведения. Реальные и виртуальные личности отличаются друг от друга, но тем не менее существенно связаны, что имеет ряд последствий для теории самоконтроля, самосовершенствования и других теорий личности. Кроме того, паника и агорафобия были изучены в виртуальном мире. Учитывая широкое вовлечение, особенно маленьких детей, в виртуальные миры, наблюдается устойчивый рост исследований, связанных с социальным, образовательным и даже эмоциональным воздействием виртуальных миров на детей. Например, фонд Макартуров финансировал исследования в области виртуальных миров, например того, как подростки изучают и обмениваются информацией о репродуктивном здоровье. Также был опубликован более широкий набор исследований по социальному и политическому использованию детьми виртуального мира Whyville.net.
Другие исследования, больше ориентированные на взрослых, исследуют эмоции пользователей виртуального мира. Многие пользователи ищут спасения или зоны комфорта при входе в эти виртуальные миры, а также чувство принятия и свободы. Виртуальные миры позволяют пользователям свободно исследовать многие аспекты своей личности способами, которые недоступны им в реальной жизни. Однако пользователи могут быть не в состоянии применить эту новую информацию за пределами виртуального мира. Таким образом, виртуальные миры формируют зависимость от виртуальной жизни, которая создаёт проблему в общении с другими людьми и эмоционального выживания в своей реальной жизни. Одной из причин этого можно считать анонимность, которую обеспечивают виртуальные миры. Она даёт человеку возможность быть свободным от социальных норм, давления семьи или ожиданий, с которыми он может столкнуться в своей личной жизни. Человек-аватар испытывает переживание бегства от реальности, наподобие употребления наркотиков или алкоголя, чтобы заглушить боль или спрятаться за ней. Аватар больше не представляет собой простой инструмент или механизм, которым манипулируют в киберпространстве. Вместо этого он стал для индивида мостом между физическим и виртуальным миром, каналом, через который можно выразить себя среди других. Аватар становится альтер эго человека; проводником, к которому человек прибегает, чтобы существовать среди других, ищущих одного и того же удовлетворения. В конечном счёте, виртуальные миры —это то место, куда люди уходят, когда реальная жизнь становится невыносимой или скучной. В то время как в реальной жизни люди стесняются высказывать своё истинное мнение, это легче сделать в интернете, потому что им никогда не приходится встречаться с собеседниками. Таким образом, уход в виртуальные миры — это в основном психологическое бегство.